# Galera de Mahdia
La galera de Mahdia és un vaixell grec que es va trobar a la costa de Mahdia a Tunísia, a uns 6 km de la ciutat, a la mar.
El vaixell era del segle i aC i s'hi van trobar nombrosos objectes que semblen ser atenencs, i alguns, per la seva composició vindrien de la serra de Cartagena a la província de Múrcia. Entre els objectes algunes estàtues i figures, àmfores i material del vaixell.
Aquestos objectes estan dipositats actualment a una sala del Museu del Bardo en unes cambres que imiten la foscor i el color blau de la mar.

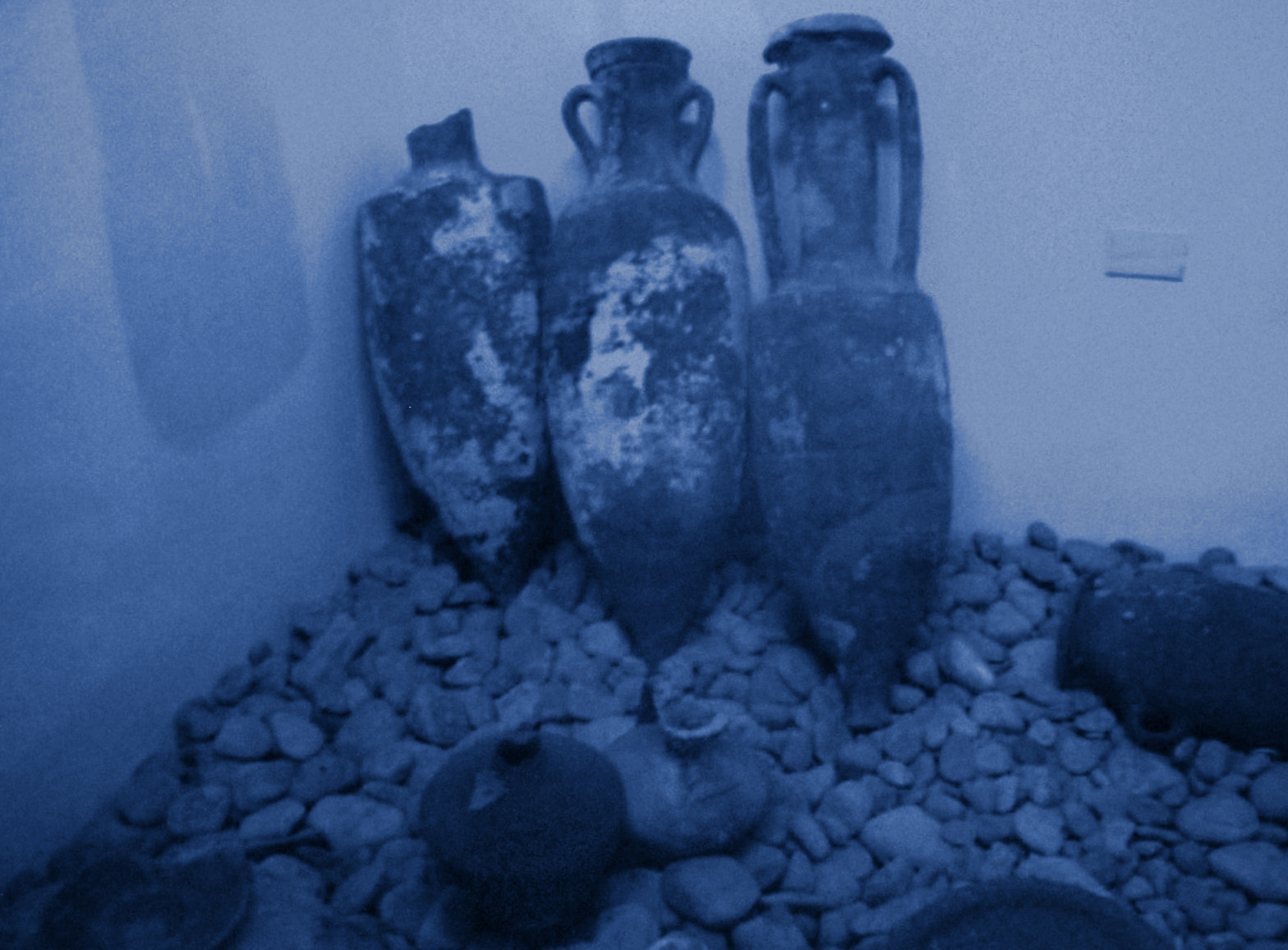
àmfores
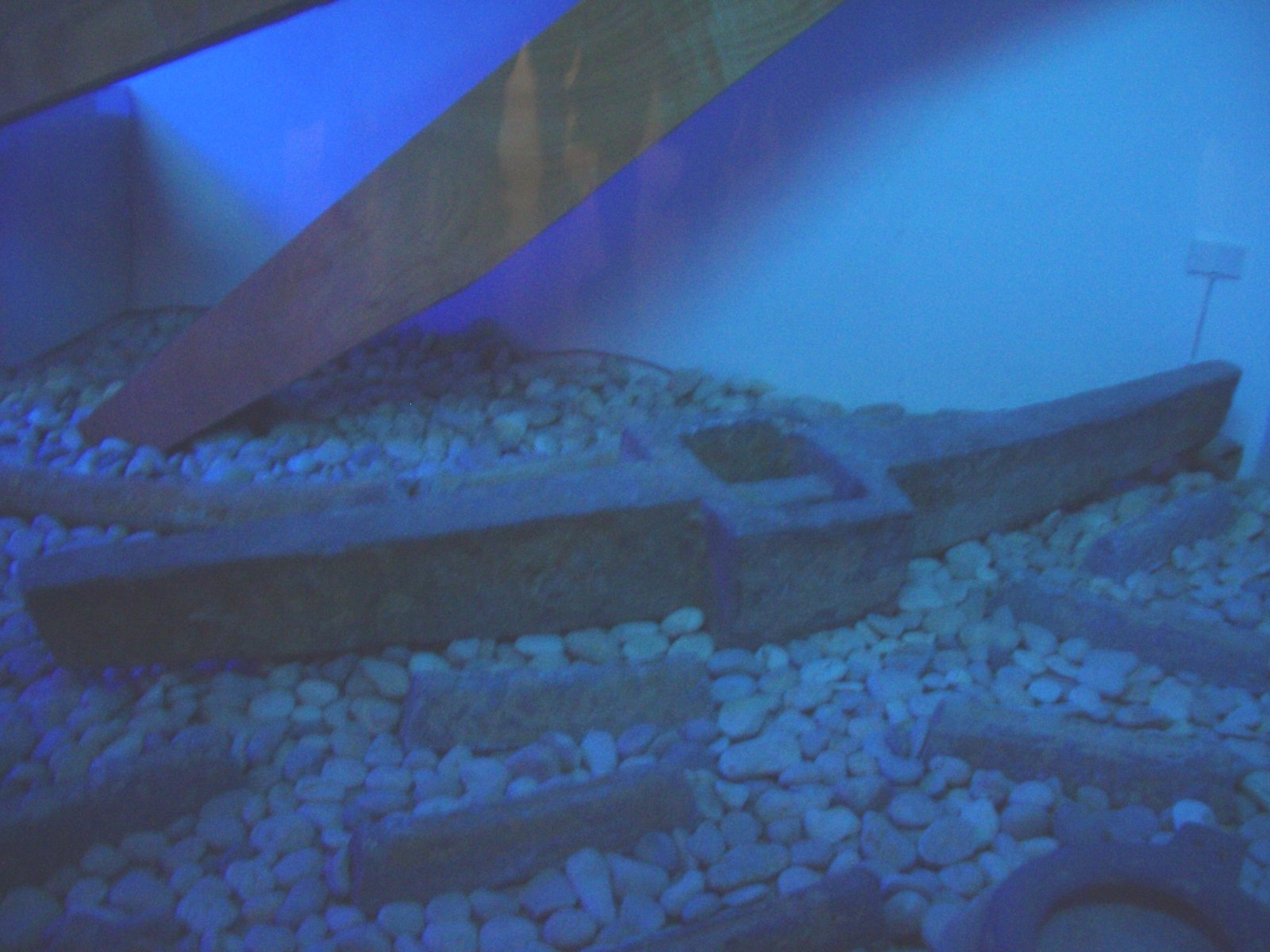
Ancora